# Tommaso Stenico
Tommaso Stenico (Borgo Valsugana, 21 gennaio 1947) è un presbitero italiano.

## Biografia
Nato a Borgo Valsugana, in Trentino-Alto Adige, da Natalina Zanetti e Clemente Stenico, è il primogenito di tre figli. Dopo di lui Fernanda Stenico e Ornella Stenico, insegnante di scuola primaria a Castelnuovo Valsugana.
Il prelato ha avuto sin da bambino la vocazione religiosa, per questo i genitori lo fecero studiare in un seminario dove si è diplomato con il massimo dei voti.

## Formazione
Ordinato sacerdote il 18 marzo 1971 dal Vescovo Marcello Rosina nella Chiesa parrocchiale di Telve, ha conseguito nel 1972 il dottorato in teologia presso la Pontificia Università di S. Tommaso d'Aquino in Urbe e nel 1976 la laurea in psicologia presso la Facoltà di Magistero dell'Università degli Studi "La Sapienza" di Roma. Ha conseguito la specializzazione in Catechetica e teologia pastorale e il master in scienza e tecnica della comunicazione. È iscritto all'albo professionale dell'Ordine nazionale degli psicologi e degli Psicoterapeuti del Lazio N. 2756.

## Ministero sacerdotale
Ha ricoperto gli incarichi di vicario della parrocchia San Giovanni Battista in Campagnano di Roma e di Santo Stefano Protomartire in Bracciano.
Dal 1972 al 1981 è stato docente di religione cattolica per le Scuole statali italiane.
Dal 1977 al 1993 è stato Delegato Vescovile per la Catechesi, direttore dell'Ufficio Catechistico e dell'Ufficio Diocesano per la Scuola della sua Diocesi. È stato Preside dell'Istituto di scienze religiose della sua Diocesi e docente di catechetica, omiletica, teologia sacramentale pastorale, psicologia, psicologia religiosa evolutiva, presso l'Istituto Superiore di Scienze Religiose “Mater Ecclesiae” della Pontificia Università "San Tommaso d'Aquino in Urbe", l'Istituto Superiore di Scienze Religiose “Ecclesia Mater” della Pontificia Università Lateranense, il Pontificio Ateneo Regina Apostolorum e presso il Corso di Prassi Amministrativo-Canonica della Congregazione per il Clero.

## Servizio presso la Santa Sede
Il 1º gennaio 1982 è entrato al servizio della Santa Sede presso la Segreteria di Stato. È diventato capo dell'Ufficio Catechistico nella Congregazione per il Clero. Ha fatto parte della Commissione per i casi di dispensa dagli obblighi assunti con l'ordinazione al diaconato e al presbiterato.
È prelato d'onore di Sua Santità, Cappellano magistrale del Sovrano Militare Ordine di Malta, Commendatore dell'Ordine Equestre del Santo Sepolcro di Gerusalemme.
È stato collaboratore presso l'emittente televisiva cattolica Telepace e presso Radio Maria.

## Controversie
Nello svolgimento dei suoi compiti di psicologo e Capo Ufficio della Congregazione Vaticana per il Clero e in maniera informale compiendo un'indagine sull'esistenza di una “lobby gay” in Vaticano.

## Elenco delle opere
- La preghiera in San Paolo, Edizioni Tipografia Strabioli, Bracciano (Roma) 1976
- Vivere la fede in Famiglia. Itinerari di pastorale catechistica, Edizioni Paoline, Roma, 1980
- Sinossi dei documenti ecclesiali sulla catechesi: 1970-1979, in La catechesi negli anni 80, Centro Catechistico Paolino, Roma, 1981
- Dall'Atlantico agli Urali nel segno di Cristo. L'Europa vista da Giovanni Paolo II, Edizioni Synopsis, Genova 1991.
- Laici nella Chiesa protagonisti e corresponsabili, Edizioni Paoline, Milano, 1992
- La sollecitudine di Giovanni Paolo II per il Libano, Edizioni Vivere In, Roma 1992
- Un dono per oggi: Il Catechismo della Chiesa Cattolica. Riflessioni per l'accoglienza, Edizioni Paoline, Milano 1993 [2. Ausgabe]
- Il Sacerdozio ministeriale nel Magistero Ecclesiastico (Documenti 1908-1993), Libreria Editrice Vaticana, 1993
- Famiglia per vocazione, Edizioni Dehoniane Roma, 1994
- La fede celebrata: dal Catechismo della Chiesa Cattolica alla catechesi liturgico-sacramentale, Edizioni San Paolo, 1994.
- Conoscersi, conoscere, aiutarsi, Edizioni Vivere In, Roma, 1995
- Il presbitero: vita e ministero, Sinossi, Libreria Editrice Vaticana, 1995
- Catechisti per vocazione, Edizioni Dehoniane Roma, 1996
- Famiglia luogo di orientamento vocazionale, Edizioni Dehoniane Roma, 1997
- Fate questo in memoria di me, Omelie di Giovanni Paolo II in Coena Domini e del Corpus Domini: Guida per le celebrazioni, Libreria Editrice Vaticana, 1997
- Il Concilio Vaticano II carisma e profezia, Libreria Editrice Vaticana, 1997
- Evangelizzazione e catechesi nella missione della Chiesa. Sinossi, LEV 1998
- L'Omelia: Parola e comunicazione, Libreria Editrice Vaticana, 1998
- Evangelizzazione e catechesi: ripartire dai presbiteri, EDI V 2000, Roma 1998
- Evangelizzazione, Catechesi, Catechisti: Una nuova tappa per la Chiesa del Terzo Millennio, Libreria Editrice Vaticana, 1999
- Dio, Padre di misericordia, EDI V 2000, Rom 1999
- Il Giubileo dei Presbiteri, Libreria Editrice Vaticana, 2000
- Il Giubileo dei Catechisti, Libreria Editrice Vaticana, 2000
- Guida allo studio del Direttorio Generale per la Catechesi, Libreria Editrice Vaticana, 2000
- Dizionario dei termini catechistici del Direttorio Generale per la Catechesi, Libreria Editrice Vaticana, 2000
- Giovanni Paolo II e i Grandi della Terra (a cura di), La Biblioteca, Firenze, 2001
- La parrocchia focolare di catechesi e il ministero catechistico del Parroco, Libreria Editrice Vaticana, 2001
- Era mediatica e nuova evangelizzazione, Libreria Editrice Vaticana, 2001
- Rosarium Virginis Mariae, Edizioni Gangemi-Iter Mundi, 2003
- Dizionario dei Termini per il ministero e la vita dei presbiteri nei documenti ufficiali della Congregazione per il Clero, Libreria Editrice Vaticana, 2003
- Le Lettere Encicliche di Giovanni Paolo II, Munus/ABM, Roma 2004
- Las Enciclicas de Juan Pablo II, Anaya, Madrid, 2005Io credo: piccolo catechismo cattolico (ed.), Editrice Shalom, 2005
- "Giovanni Paolo II: un pensiero al giorno", Editrice Shalom, 2005
- "Benedetto XVI, parola e immagini del I anno di pontificato", Ed. Shalom 2006
- "Cari sacerdoti; Omelie di Benedetto XVI ai presbiteri", Roma, dell'Ulisse
- "Benedetto XVI, parola e immagini del pontificato", Ed. Shalom 2007 (aggiornata)
- "Cari sacerdoti; Parole di Benedetto XVI ai presbiteri", Ed. Shalom 2007 (aggiornata)
- "Rosarium Virginis Mariae", Edizioni San Clemente (ristampa), 2008.
- "Cari sacerdoti: parole di Benedetto XVI ai presbiteri" Ed. Di Marsico 2009 (aggiornata)
- "Marcello Rosina Vescovo", Ed. Vecchiarelli, 2011
- "Testimoni di speranza" ed. ebook, 2011
- "Nostalgia della preghiera" ed ebook, 2011
- "Dizionario dei termini su matrimonio e famiglia", ed. ebook 2012
- "Vangelo della vita", ed. ebook 2012
- "Incontri con Gesù", ed ebook 2012
- "Il Vocabolario di Papa Francesco", Ed. Imprimatur 2015
- "Il Giubileo della misericordia. L'Anno Santo di Papa Francesco", Ed. Imprimatur 2015
- Anno Domini MMXV, Guida al Giubileo della misericordia indetto da Papa Francesco, Ed. in edibus, 2015
- Cari Sacerdoti, "Io faccio il prete. E mi piace". Armando Curcio Editore, 2019
- Papa Francesco Un pensiero al giorno, Editrice Pagine, Roma 2019
- Il Concilio Vaticano II - Carisma a profezia, (riedizione) Edizioni Finoia 2021
- La Vergine Maria nel magistero di Papa Francesco, Edizioni Finoia 2021
- Benedetto XVI, un pensiero al giorno, Armando Curcio Editore, 2021
- San Paolo VI, un pensiero al giorno, Gambini Editore, 2022
- Vale la pena sposarsi?, Gambini Editore, 2023
- Credo nella famiglia, Gambini Editore, 2023
- Nostalgia della preghiera, Finoia Editore, 2024
- Giubileo A.D. MMXXV - Pellegrini di speranza, Guamar Edizioni, 2024
- Testimoni di speranza, Guamar Edizioni, 2024
- Catechisti: identità e ministero, Guamar Edizioni, 2025
- La Chiesa che amo, Guamar Edizioni, 2025
- Adolescenza: generazione di cristallo, Guamar Edizioni, 2025